# Howard Mudd
Howard Edward Mudd (* 10. Februar 1942 in Midland, Michigan, USA; † 12. August 2020) war ein US-amerikanischer American-Football-Spieler und Assistenztrainer. Er spielte als Guard in der National Football League (NFL) bei den San Francisco 49ers und den Chicago Bears. Er verstarb am 12. August 2020 an den Folgen eines Motorradunfalls.

## Jugend
Howard Mudd wurde als Sohn von Vivian und Howard Mudd in Midland geboren, wo er auch die High School besuchte. Bereits auf der Schule spielte er als Quarterback erfolgreich American Football. Er gewann mit seinem Team zweimal die Staatsmeisterschaft und wurde zweimal in die Ligaauswahl gewählt. In seinem letzten Schuljahr erfolgte als Mannschaftskapitän die Ernennung zum Most Valuable Player (MVP) seines Teams.

## Spielerlaufbahn

### Collegekarriere
Nach seinem Schulabschluss schloss er sich 1959 für ein Jahr der Michigan State University an, bevor er an das Hillsdale College wechselte. Dieses College verfügt lediglich über eine unterklassige Footballmannschaft, für die Mudd ab 1960 als Tackle auflief. Während seiner Studienzeit wurde er zweimal in die Ligaauswahl gewählt. Mudd verließ das College mit einem Bachelor of Science in Biologie.

### Profikarriere
Howard Mudd wurde im Jahr 1964 in der neunten Runde an 113 Stelle durch die San Francisco 49ers gedraftet. Mudd wurde durch den Trainer der 49ers, Jack Christiansen, als Guard zum Schutz von Quarterback John Brodie eingesetzt. Ferner hatte er die Aufgaben den eigenen Runningbacks, wie dem Halfback David Kopay, den Weg in die gegnerische Endzone frei zu blocken. Mudd gelang es nie mit den 49ers in die Play-offs einzuziehen. Im Laufe der Saison 1969 wechselte er zu den Chicago Bears. Aufgrund einer Knieverletzung musste er seine Laufbahn nach der Saison 1970 beenden.

## Trainerlaufbahn
Mudd war seit 1972 als Assistenztrainer aktiv und betreute zunächst die Offensive Line der University of California, bevor er zurück in die NFL wechselte. Erst 1985 als Assistenztrainer von Marty Schottenheimer bei den Cleveland Browns gelang ihm sein erster Einzug in die Play-offs. Bis zu seinem Wechsel zu den Kansas City Chiefs nach der Saison 1988 sollte die Mannschaft aus Cleveland diese Leistung wiederholen können, ohne jemals in ein AFC Championship Game einzuziehen. Zusammen mit Schottenheimer wechselte Mudd nach Kansas City, wo ihm in den Jahren 1990 bis 1992 gleichfalls der Einzug in die Play-offs gelang. 1993 unterschrieb er einen Vertrag als Assistent von Tom Flores bei den Seattle Seahawks. 1998 wechselte Mudd zu den Indianapolis Colts. Mit der Mannschaft aus Indianapolis sollte er seine bislang größten Erfolge feiern. Unter Trainer Tony Dungy gelang der Mannschaft im Jahr 2006 der Einzug in das AFC Championship Game gegen die New England Patriots. Der 38:34-Sieg der Colts über die Patriots bedeutete den Einzug in den Super Bowl, wo die Mannschaft von Mudd auf die Chicago Bears traf. Die Colts setzten sich im Super Bowl XLI mit 29:17 durch. 2009 gewann Howard Mudd mit der Mannschaft aus Indianapolis seinen zweiten Meistertitel als Assistenztrainer. Die Colts zogen nach einem 30:17-Sieg über die New York Jets im AFC Championship Game in den Super Bowl XLIV ein. Die New Orleans Saints gingen aus diesem Spiel als Sieger hervor. Sie gewannen mit 31:17. Mudd wollte nach diesem Spiel seine Trainerlaufbahn beenden. Er war im Jahr 2010 als Berater bei den Saints tätig, wechselte allerdings danach bis zum Jahr 2012 in den Trainerstab von Andy Reid bei den Philadelphia Eagles.

## Ehrungen
Howard Mudd spielte dreimal im Pro Bowl, dem Abschlussspiel der besten Spieler einer NFL-Saison. Er wurde zweimal zum All Pro gewählt. Er ist Mitglied in der Midland County Sports Hall of Fame, in der Athletic Hall of Fame des Hillsdale College und im NFL 1960s All-Decade Team.

## Quelle
- David L. Porter, Biographical Dictionary of American Sports: 1992-1995 Supplement for Baseball, Football, Basketball, and Other Sports, Greenwood Publishing Group, 1995. ISBN 9780313284311

| Personendaten    | Personendaten                                            |
| ---------------- | -------------------------------------------------------- |
| NAME             | Mudd, Howard                                             |
| ALTERNATIVNAMEN  | Mudd, Howard Edward                                      |
| KURZBESCHREIBUNG | US-amerikanischer American-Football-Spieler und -Trainer |
| GEBURTSDATUM     | 10. Februar 1942                                         |
| GEBURTSORT       | Midland (Michigan), USA                                  |
| STERBEDATUM      | 12. August 2020                                          |